# 장창호
장창호(張昌浩, 1960년 10월 11일~ )는 울산광역시 출신의 예술인이다.

## 개요
극작가와 연출가로 활동하며 울산예술의 발전과 그 방향에 관해 지속적으로 화두를 던진 인물이다.최근에는 유튜버와 사진 작가, 화가 활동을 겸하고 있다.
또한 그는 2009년 9월 행정구역 간 통합이 이슈화 되고 있는 시기에 울산-경주간 통합 공론화를 주장하기도 하였다.
물론 조용수 중구청장이 "경주와의 통합은 꿈같은 구상이지만 미래 지향적으로 검토해야 한다"고 지적했듯이 신중한 의견도 있지만 울산은 경주와 통합해 동해안권의 핵심 도시로 발돋움할 수 있다는 주장도 혼재한다.
그는 서울 롯데월드예술극장에서 공연활동을 하다가 귀향하여 지역에서 처음으로 뮤지컬 전속 극단인 문화가족 길을 창단하였고, 소극장이솝을 설립하여 7년간 어린이극을 상설 공연하고, 실험극과 방문공연을 하여 연간 6만 여 명에 이르는 관객을 유치하였다. 소극장 운영은 지역에서 자립으로 예술활동이 가능하다는 모델을 제시한 케이스로 꼽힌다. 그는 사회연극에도 많은 관심을 가지고 있으며 문화, 예술 분야를 시민이 자유롭게 즐길 수 있기를 희망한다. 유치원어린이 금연연극제를 개최하고 어르신 건강연극을 지도하였으며 현재 사회연극 활동을 한다. 부조리극과 뮤지컬은 그의 창작 활동에서 중심 테마이며, 그 밖에 장애인 뮤지컬 '바위에 새긴 사랑'과 장애인 연극 '투란도트', 장애인 노래극 '충신 박제상', '커라와 림보'는 항간의 화제가 되었다. 2013년에는 울산의 역사와 울산사람의 정신을 울산12경을 거닐며 노래한 민요 '울산아리랑'을 작사했다. 중학생 뮤지컬 '니 부모 얼굴이 보고 싶다'를 일반 무대에 올리기도 했다. 2014년 5월에는 최근에는 뮤지컬 '김유신'을 찾아가는 공연으로 무대에 올리는 등 <<장창호 삼국유사>>를 '충신 박제상'에 이어 한 편씩 무대에 올리는 작업을 시작했다. 12월에는 울산대학교 해송홀에서 학생 뮤지컬 '카르페 디엠'을 연출하였다. 경상일보에 '장창호의 이야기 삼국유사'를 3년간 연재하였다. 2018년에는 울산창작콘덴츠로 뮤지컬 '거룩한 형제'의 극본을 써서 박기수 연출로 그해 가을과 겨울에 공연하였다. 12월 말에는 전위 극본을 모아 희곡집 <<ㅅㄹㅎㅅ>>을 펴냈다. 그는 소외 계층을 위한 사회 연극과 뮤지컬을 가르치고 제작하여 차별 없는 문화 향수권을 신장하기 위해 노력하고 있다.

## 학력
- 부산대학교 사회학과와 중앙대학교 대학원 문예창작학과를 졸업했다.

## 경력
- 롯데월드예술극장 PD, 연극 '사문의 모(인연)' 중앙국립극장 공연, 뮤지컬 '무궁화꽃이 피었습니다' 서울 동숭동 알과핵소극장 공연, 뮤지컬 '바위에 새긴 사랑' 소극장이솝에서 장기 공연, 꼬마극단 이솝과 문화가족 길 대표 및 예술감독, 한일월드컵 울산문화행사 추진위원회 실무위원, 2003년 제3회 아시아고령자공연예술제(동경)연극 한국팀 작/연출, 2003년~2004년 어린이금연연극제 개최, 2004년 제4회 아시아고령자공연예술제(북경)연극 한국팀 작/연출, 2005년 울산전국체전 개막행사안 심사위원, 2006년 울산전국장애인체전 개막행사안 심사위원, 2008년 장애인 뮤지컬 '바위에 새긴 사랑', 2009년 장애인 연극 '투란도트', 2010년 장애인 뮤지컬 '충신 박제상', 2011년 Unist에서 테드강연을 하고, 장애인 연극 '오델로'를 울산문화예술회관에서 공연하고, 2012년 찾아가는 장애인 연극 '굿 닥터'를, 2013년 5월 '커라와 림보'를 일선 학교에서, 10월에는 '니 부모 얼굴이 보고 싶다'를 일반 무대에서 공연했다. 2014년 2월 세상에서 가장 긴 뮤지컬 극본집《장창호 삼국유사》(연극과인간, 전 12권)를 펴냈다. 5월에는 장애인 뮤지컬 '김유신'을 찾아가는 공연으로 무대에 올렸다. 12월에는 학생 뮤지컬 '카르페 디엠'을 울산대학교 해송홀에서 공연했다. 2018년 9월과 12월에는 울산창작콘덴츠 사업으로 기획한 뮤지컬 '거룩한 형제'의 극본을 써서 울산문화예술회관 과 울산시립도서관에서 공연하였다. 2023년 3월부터 그림을 시작하여 6월에 중앙회화대전에, 8월에 세계평화미술대전에 입선하고 9월에는 야송미술대전에서 우수상을 수상하여 화가로 활동을 시작했다. 2024중앙회화대전에서는 특선을 수상했다. 현재 국제펜한국본부 울산지역위원회 회장을 맡고 있다.

## 수상
- 1984년 월간문학 신인상 희곡《둥지》당선, 제22회 한국희곡문학상 제1회 강아지똥상, 제9회 울산문학상, 제9회 창릉문학상[1] 수상. 2022년 한국희곡 명작선에 <보라색 소> 선정. 2023중앙회화대전ㆍ세계평화미술대전 입선, 야송미술대전 우수상 수상. 2024중앙회화대전 특선 수상.

## 저서
- 희곡집《바위에 새긴 사랑》(새미, 2004년 11월 15일 출간) ISBN 8956281416, 부조리 극본집《ㅅㄹㅎ》(연극과인간, 2008년 8월 30일 출간)  ISBN 9788957862452, 대하 뮤지컬 극본집 <<장창호 삼국유사>>(전작 12권, 연극과인간, 2014년 2월 10일 출간), 제3 희곡집 <<ㅅㄹㅎㅅ>>(연극과인간, 2018년 12월 21일 출간), 한국희곡 명작선 <<보라색 소>>(평민사, 2022년 11월 7일 출간), 교양역사서 <<3분 만에 읽는 삼국유사>>(도서출판 월인, 2022년 12월 22일 출간) 등이 있다.

## 가족
미담장학회 상임이사이자 울산대학교 교수로 재직 중이며 국민의힘 소속 정당인 장능인이 그의 아들이다.